# Lualaba (río)

El río Lualaba, en rojo

El río Lualaba fluye en su totalidad en el este de la República Democrática del Congo. Es la mayor fuente fluvial (cabecera) del río Congo por volumen de agua. El Lualaba tiene una longitud de 1.800 kilómetros. Su cabecera se encuentra en el extremo sureste del país, cerca de Musofi y Lubumbashi, en la provincia de Katanga, junto a Zambia. El río Chambeshi es la fuente fluvial más larga (cabecera) del Congo.

## Geografía
El río Lualaba nace en la meseta de Katanga, a una altitud de 1.400 metros sobre el nivel del mar. El río fluye hacia el norte para terminar cerca de Kisangani, donde comienza oficialmente el nombre de río Congo.
Desde la meseta de Katanga desciende, con cascadas y rápidos que marcan el descenso, hasta la meseta de Manika. Al descender por la parte alta de la depresión de Upemba (Kamalondo Trough), alcanza los 457 metros en 72 kilómetros. Cerca de las cataratas de Nzilo es embalsado para obtener energía hidroeléctrica en la presa de Nzilo.
A la altura de Bukama, en el distrito de Haut-Lomami, el río se vuelve navegable a lo largo de unos 640 kilómetros a través de una serie de lagos pantanosos en la parte baja de la Depresión de Upemba, incluidos los lagos Upemba y Kisale.
Ankoro se encuentra en la orilla oeste del río Lualaba, frente a su confluencia con el río Luvua desde el este. Algunos geógrafos llaman al río combinado por debajo de este punto el "Alto Congo".
Por debajo de Kongolo, el río se vuelve innavegable al entrar en el estrecho desfiladero de Portes d'Enfer (Puertas del Infierno). Entre Kasongo y Kibombo, el río es navegable durante unos 100 km, antes de que los rápidos lo hagan innavegable de nuevo entre Kibombo y Kindu (Port-Empain). Desde Kindu hasta las cataratas de Boyoma, en Ubundu, el río vuelve a ser navegable durante más de 300 kilómetros. Las cataratas Boyoma o Stanley Falls están formadas por siete cataratas, en un tramo de 100 kilómetros del río, entre Ubundu y Kisangani. El final del río está marcado tras la séptima catarata, cerca de Kisangani, donde su nombre se convierte en el de río Congo.
Parques
El río Lualaba sirve como límite norte y oeste del Parque Nacional Upemba, protegiendo los hábitats en la meseta de Kibara en la provincia de Katanga, en el sureste de la República Democrática del Congo.

### Afluentes
Los afluentes más grandes del río Lualaba son:
- Río Ulindi
- Río Luama
- Río Lukuga : drena el lago Tanganica .
- Río lufira
- Río Lubudi
- Río luvua
- Río Elila

### Ciudades y pueblos

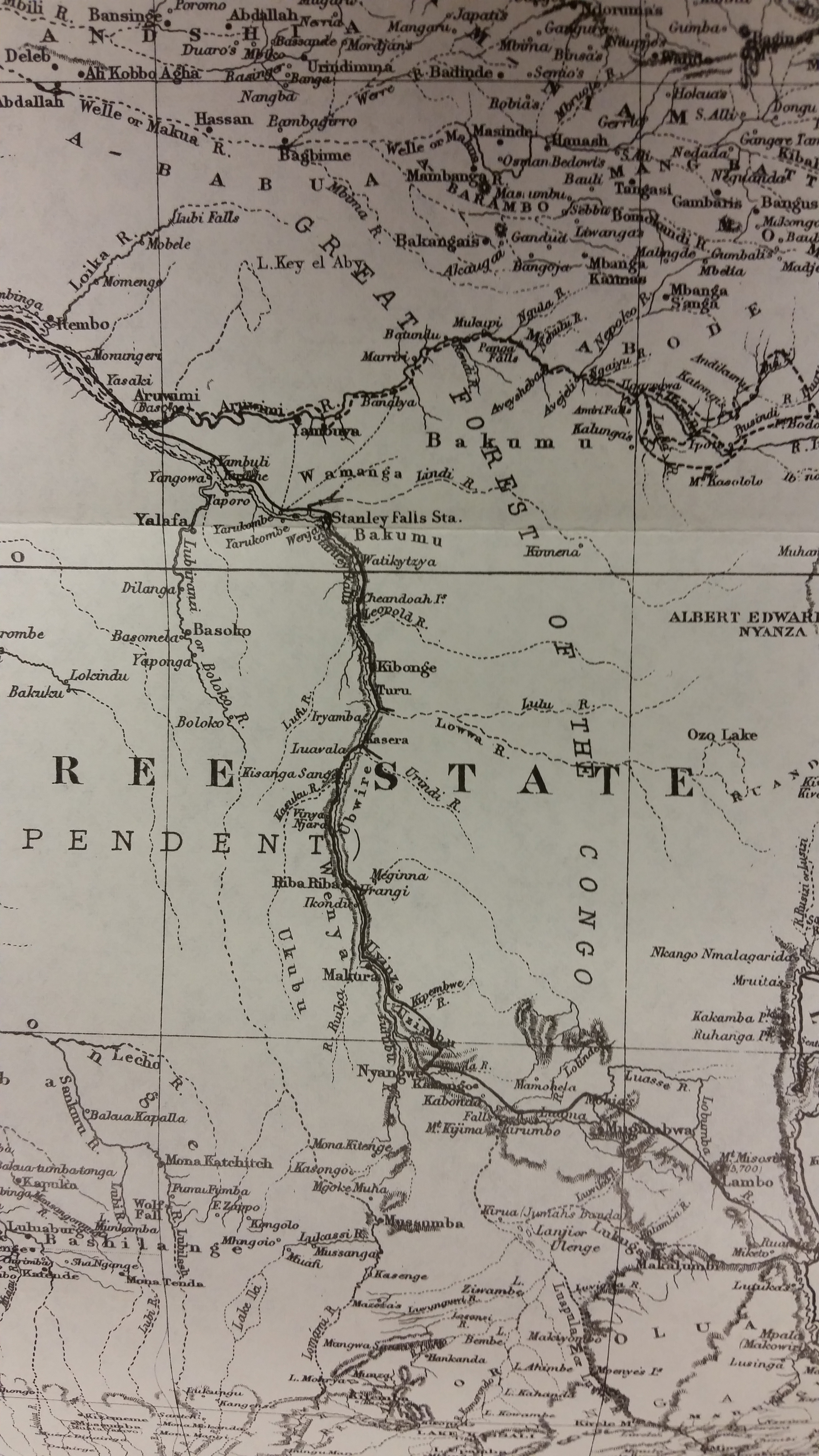
La línea negra indica la ruta de Stanley.

Las ciudades y pueblos a lo largo y cerca del río Lualaba incluyen:
- Ankoro : en la ribera occidental, frente a la confluencia con el río Luvua .
- Bukama
- Kabalo
- Kasongo
- Kongolo
- Kisangani : cerca de la séptima catarata de Boyoma Falls .
- Ubundu : justo encima de la primera catarata de Boyoma Falls .

## Historia
El río Lualaba fue considerado en su día una posible fuente del Nilo, hasta que Henry Morton Stanley viajó por él y demostró que desembocaba en el océano Atlántico. El propio Stanley se refirió a él como el Livingstone."  : 114, 135 
El gobernador colonial francés Pierre Savorgnan de Brazza también exploró el Lualaba.